# Bruna de prat
La bruna de prat (Maniola jurtina) és una espècie de lepidòpter papilionoïdeu de la família dels nimfàlids (Nymphalidae) present als Països Catalans, molt estesa per tot Europa, ja que es tracta d'una espècie generalista capaç d'ocupar ambients diversos. També anomenada “papallona lloba” és de gran interès en estudis genètics a causa de les varietats de pigmentació que presenta.

## Descripció
Adults entre els 23 i els 27 mm. Mostra un clar dimorfisme sexual, a l'anvers del cos, el mascle és d’un color de fons bru molt intens on només hi destaca un ocel subapical negre amb aparença de pupil·la envoltada d’una àrea taronja i l'androconi és d’aspecte vellutat. En canvi, la femella manca de taca androconial i disposa d’una gran taca distal-postdiscal-submarginal a l’ala anterior i una banda submarginal ataronjada ampla a l’ala posterior. Al revers ambdós sexes són iguals, amb un color d’ala anterior lleonat, un marge bru-gris i un ocel subapical negre amb una o dues pupil·les blanques. L’ala posterior disposa d’un color gris-bru amb tons grogosos i amb una banda postdiscal-submarginal clara. A més, poden presentar ocels submarginals negres vestigials.

#### Espècies similars
És fàcil confondre aquesta espècie amb dues altres espècies d'Hyponephele, la bruna de muntanya (Hyponephele lyacon) i la bruna de secà (Hyponephele lupina), les quals són de mida més petita. Les femelles d'aquestes espècies presenten dos grans ocels submarginals a l'ala anterior, mentre que els mascles tenen andròconis més definits en comptes de ser difusos. A més, el revers de l'ala mostra diferències lleugeres, ja que en aquesta espècie els tons són grisos i presenta un jaspiat negre uniforme.

## Hàbitat
Espècie generalista, amb una capacitat per habitar una àmplia varietat d'entorns. Tot i així, té preferència pels espais oberts, com prats de diferents tipus, àrees ruderals com marges de carreteres i zones d'agricultura extensiva. És improbable trobar-la en àrees d'agricultura intensiva i en les àmplies extensions de camps de cereals a la regió central de Catalunya. El seu rang altitudinal oscil·la des del nivell del mar fins als 2000 metres. Gramínies com a plantes nutrícies, plantes on fan la posta i que seran aliment de les larves.

## Biologia

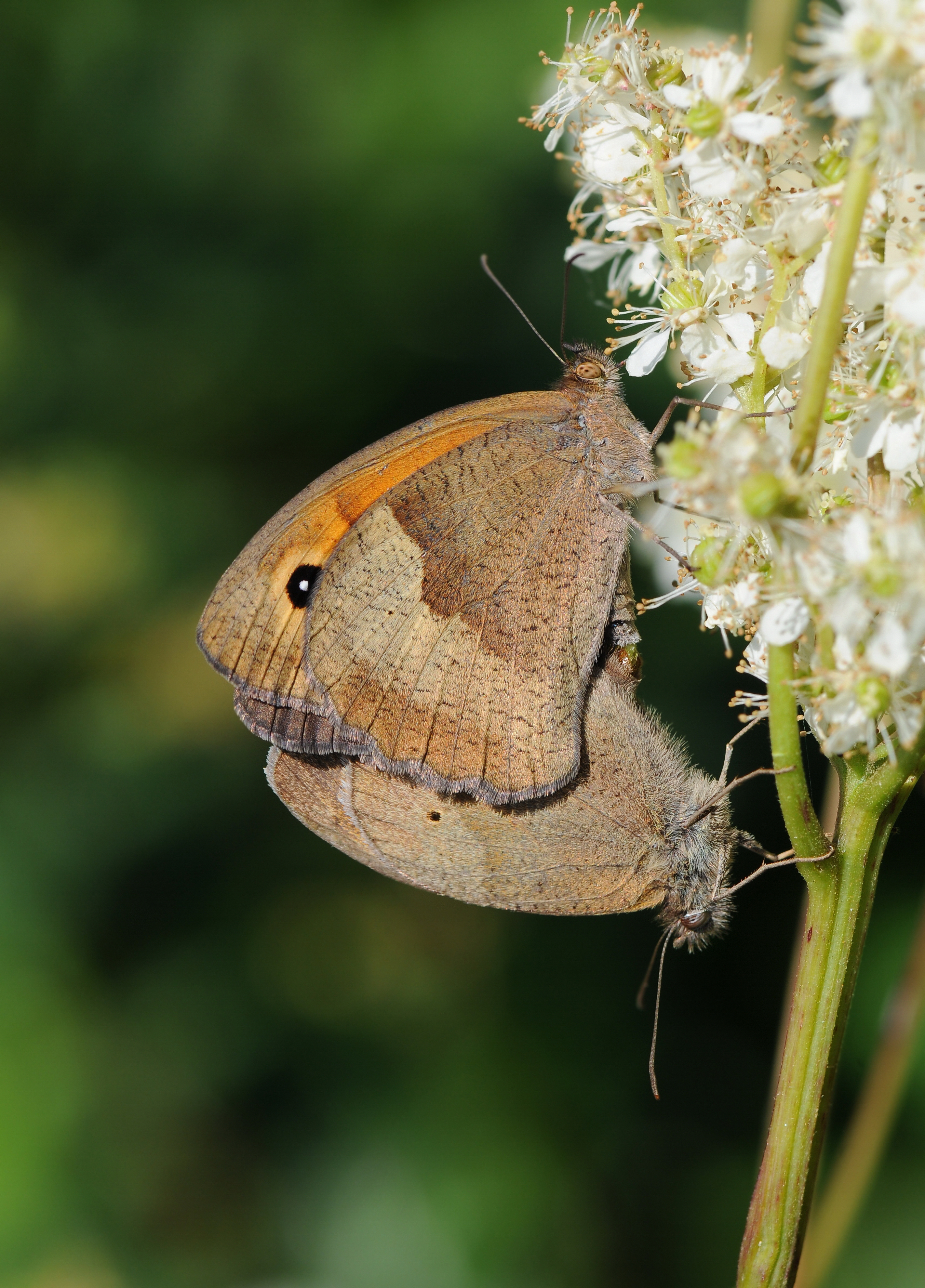
Aparellament

Espècie univoltina. Presenta una fenologia variable segons les localitats. En les àrees de terres baixes i muntanyes mitjanes mediterrànies, on hi ha presència de sequera estival, la corba de vol té una forma bimodal a causa d'un període d'estivació durant juliol i agost. La nova generació emergeix cap a mitjans de maig i al llarg de tot juny, amb una notable avançada dels mascles respecte a les femelles. La major part de l'aparellament té lloc durant aquest primer pic de vol, i amb l'arribada de juliol comença l'estivació, durant la qual les papallones romanen inactives i amagades en zones amb vegetació més alta fins a finals d'agost. A partir d'aquest moment, reapareixen en el segon pic de vol i durant setembre i octubre es produeix la posta. Als Pirineus, on no hi ha estivació, la corba de vol és unimodal i es concentra entre juliol i setembre.

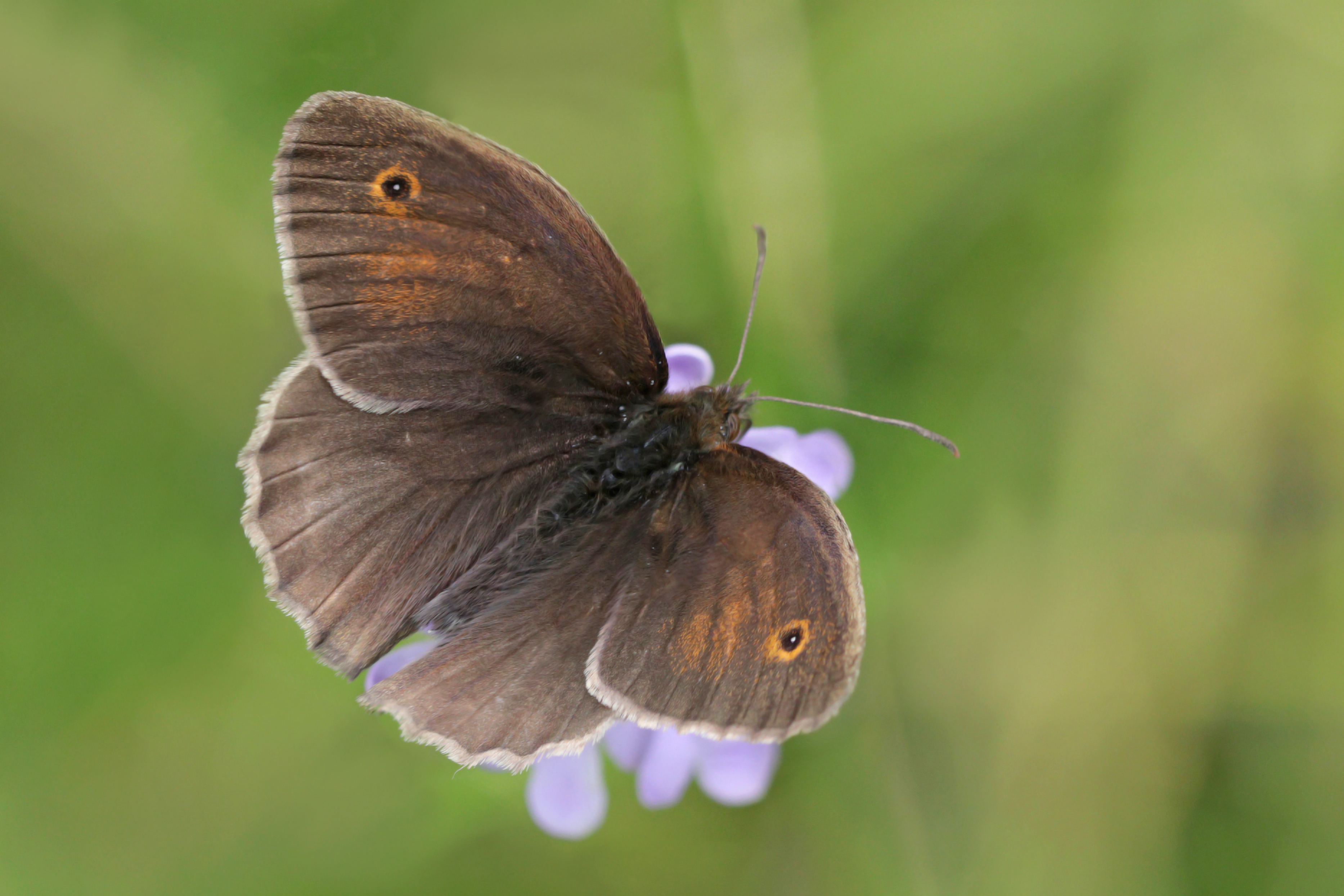
Bruna de prat mascle

Durant l'hivern, les erugues hibernen, principalment en el segon estadi, tot i que en ocasions també ho fan en el tercer estadi.
Els mascles tenen comportament patrullador i sovint realitzen parades nupcials en les quals volen seguint les femelles, donant voltes a mesura que avancen. Ocasionalment, aquest vol acaba en còpula, però en la major part dels casos les femelles rebutgen els mascles. Per a la posta d'ous, les femelles seleccionen àrees amb vegetació de gramínies, i després d'un vol baix, s'aturen entre la vegetació, corben l'abdomen i deixen caure un ou. Les erugues s'alimenten d'una ampla varietat d'espècies com Cynodon dactylon, Brachypodium phoenicoides, Poa sp., Elymus repens i Stipa tenacissima.

## Distribució
Present a quasi tot Europa, illes mediterrànies, nord d'Àfrica i illes Cànaries. També al continent asiàtic, fins l'oest de Siberia. Ocupa pràcticament tota la península Ibèrica, incloent les illes Balears.
Té una distribució àmplia a Catalunya i és localment abundant. Apareix per tot el territori exceptuant les zones agrícoles de la Depressió Central i del Delta de l'Ebre.